# L'Incroyable Femme des neiges
Pour plus de détails, voir Fiche technique et Distribution.
L'Incroyable Femme des neiges est une comédie dramatique française réalisée par Sébastien Betbeder dont la sortie au cinéma est prévue fin 2025. Les acteurs principaux sont Blanche Gardin, Philippe Katerine et Bastien Bouillon.
Le film est sélectionné dans la section Panorama de la 75e Berlinale et y est présenté en avant-première le 17 février 2025.

## Synopsis
Coline Murel emménage chez son frère, qui vit dans leur village natal du Jura, dans la maison familiale commune, après avoir passé des années à explorer les étendues glacées du pôle Nord. Ils ne se sont pas vus depuis des années car, en tant qu'exploratrice polaire renommée, elle a toujours voyagé au-delà de la civilisation et a perdu le contact avec sa famille. Elle lui dit qu'elle veut rester un certain temps pour écrire un livre. Il devient clair au cours du récit du film qu'elle est atteinte d'une maladie incurable. Au village, elle a la surprise de rencontrer Christophe, son amour de jeunesse, qui a entre-temps fondé une famille. Elle le convainc de raconter à sa classe ses aventures polaires. La présentation est un désastre, car il s'agit d'une classe d'école primaire et les écoliers sont perturbés lorsqu'elle raconte comment elle a survécu à l'attaque d'un ours.
Lorsqu'elle apprend qu'elle perd son emploi et que son petit ami rompt avec elle, elle se saoule. Elle se rend chez Christophe, où elle ne trouve que son fils, qui la laisse cependant entrer pour attendre le retour de Christophe. Lorsque Christophe et sa femme rentrent à la maison, ce dernier appelle la police car elle ne veut pas partir d'elle-même après avoir accusé sa femme de lui avoir volé Christophe. Le lendemain, son frère aîné Basile vient la chercher au commissariat et entre dans une phase dépressive où elle ne parle plus. Basile et Lolo, le frère cadet de Coline, se laissent convaincre par elle d'entreprendre une randonnée jusqu'au refuge de leur défunt père. Lorsque Basile passe un passage très dangereux, il ne peut soudain plus avancer et est pris d'une crise d'angoisse. Il interpelle ses frères et sœurs, faisant allusion aux injustices de leur enfance commune et au traitement préférentiel que les parents ont réservé à Coline. Coline se rend auprès de son frère sur la paroi rocheuse abrupte, lui prend la main sans un mot et le fait passer en toute sécurité de l'autre côté.
Les frères et sœurs arrivent dans une cabane en bois et font un feu. Coline est prise d'une quinte de toux et retrouve la parole en annonçant à ses frères qu'elle va faire pipi. Coline ne revient pas et les frères partent à sa recherche. Ils ne trouvent pas Coline et font appel à la police. Elle est désormais portée disparue en France, mais réapparaît dans le film au Groenland. Elle est retrouvée inconsciente dans la glace par deux Inuits. Elle reste deux ans dans le village groenlandais des deux Inuits et s'adapte à l'environnement polaire. Pendant cette période, elle termine d'écrire ses Mémoires, tout en luttant contre des problèmes de santé, mais en essayant de les ignorer. Elle ne peut plus cacher sa maladie aux villageois, qui lui demandent de se rendre à l'hôpital. À l'infirmerie locale, on lui suggère de se rendre à l'hôpital de la grande ville la plus proche, car sa maladie est trop grave pour qu'on puisse l'aider. Elle accepte et se rend chez le médecin qui avait déjà posé un diagnostic vital avant qu'elle ne rentre dans son village natal en France. Il lui fait savoir qu'il ne lui reste que quelques semaines à vivre. Une dernière rencontre a lieu avec ses frères, qui quittent l'hôpital pour le Groenland après avoir été contactés par leur médecin traitant.

## Fiche technique
- Titre français : L'Incroyable Femme des neiges[2],[3]
- Réalisation : Sébastien Betbeder
- Scénario : Sébastien Betbeder
- Photographie : Pierre-Hubert Martin
- Montage : Julie Lena
- Musique : Ensemble 0
- Décors : Daniel Bevan
- Production : Sarah Derny, Frédéric Dubreuil
- Sociétés de production : Envie de Tempête Productions, Sedna Explore, Pastorale Productions
- Société de distribution : KMBO (France)
- Pays de production :  France
- Langue originale : français
- Format : couleurs
- Genre : comédie dramatique
- Durée : 101 minutes
- Dates de sortie : 
  - Allemagne : 17 février 2025 (Berlinale 2025)[1]
  - France : 12 novembre 2025[4] Date sujette à modification

## Distribution
- Blanche Gardin : Coline
- Philippe Katerine : Basile
- Bastien Bouillon : Lolo
- Ole Eliassen : Ole
- Martin Jensen : Martika
- Laurent Papot : Christophe
- Ferdinand Redouloux : Enzo
- Hartmann Heilmann
- Ane Marie Havmoller-Jorgensen
- Clémentine Baert
- Aymeric Lompret

## Production
En décembre 2023, des enfants et adolescents sont invités à rejoindre les auditions du film dans le Haut-Doubs pour un tournage en mars et avril 2024. En février 2024, des candidats sont recrutés pour jouer les figurants dans le film.
En février 2024, Blanche Gardin et Philippe Katerine sont choisis pour jouer dans le film.
Le tournage commence le 11 mars 2024 et finit le 28 avril de la même année,. Les scènes sont tournées dans le massif du Jura, côté Bourgogne-Franche-Comté, ainsi qu'au Groenland,.